# Lecanora pangerangoensis
Lecanora pangerangoensis är en lavart som beskrevs av Zahlbr. Lecanora pangerangoensis ingår i släktet Lecanora och familjen Lecanoraceae.   Inga underarter finns listade i Catalogue of Life.